# Poecilopsis argentea
Poecilopsis argentea là một loài bướm đêm trong họ Geometridae.